# GSC7143-1281
GSC7143-1281 — хімічно пекулярна зоря спектрального класу Si, що має видиму зоряну величину в смузі V приблизно  9,7.